# 野村万造 (5世)
初世野村萬斎（のむら まんさい、文久2年7月21日（1862年8月16日） - 昭和13年（1938年）1月14日）は、明治から昭和にかけて活躍した狂言方能楽師。和泉流三宅派。五世野村万造。初世「野村萬斎」は長男・六世万蔵に家督を譲った後に名乗った隠居名である。

## 略歴
野村万蔵家の四世野村万造の長男として金沢に生まれる。幼名良吉。野村万蔵家は加賀藩のお抱え狂言師であった三宅藤九郎家の弟子家にあたる。4歳で金沢城内で初舞台を踏んだ。
明治維新後に狂言各派が一時衰退する中、明治16年（1883年）、野村家の分家筋に当たる野村与作（三世万蔵の弟・与十郎→与左衛門の娘婿で養子）を頼って東京へ移住。生活のために区役所の戸籍係や鉄道関係の勤務をしながら舞台活動を続け、50歳にして狂言一筋の生活に入った。
大正11年（1922年）、家督を長男万作（六世万蔵）に譲り、隠居名・萬斎を名乗る。次男万介は断絶していた師家を継いで、九世三宅藤九郎となった。

## 家族
太字は万蔵家嫡流を表す。

### 野村万蔵家
- 長男：野村万蔵（六世）。前名（本名）・野村万作（初世）
- 孫：七世野村万蔵（隠居名：野村萬）。本名・野村太良。（1930年-　）。万作の長男。
  - 曾孫：八世野村万蔵（五世野村万之丞）。本名・野村耕介。（1959年－2004年）。太良の長男。
    - 玄孫：野村太一郎。（1990年-　）。耕介の長男。

  - 曾孫：九世野村万蔵。本名・野村良介。（1965年-　）。太良の次男。
    - 玄孫：六世野村万之丞。本名・野村虎之介。（1996年-　）。良介の長男。
    - 玄孫：野村拳之介。（1999年-　）。良介の次男。
    - 玄孫：野村眞之介。（2003年-　）。良介の三男

### 庶家
- 孫：二世野村万作。本名・野村二朗。（1931年-　）。万作の次男。
  - 曾孫：二世野村萬斎。本名・野村武司。（1966年-　）。二朗の長男。
    - 玄孫：野村裕基。（1999年-　）。武司の長男。
- 孫：野村四郎（野村幻雪）。（1936年-2021年）。万作の四男。
  - 曾孫：野村昌司。（1970年-　）。四郎の長男。
- 孫：野村万之介。（1939年-2010年）。

### 三宅家
- 次男：三宅藤九郎（九世）。前名・野村万介

## 著書
- 『新編狂言正本』（1925年）
- 『三本柱』（1928年）
- 『博勞』（1928年）
- 『八幡前』（1928年）
- 『謀生種』（1928年）
- 『新撰狂言集』（1929年）
- 『二人袴』
  - 上記、すべて、わんや書店刊